# Pierre du Hochu

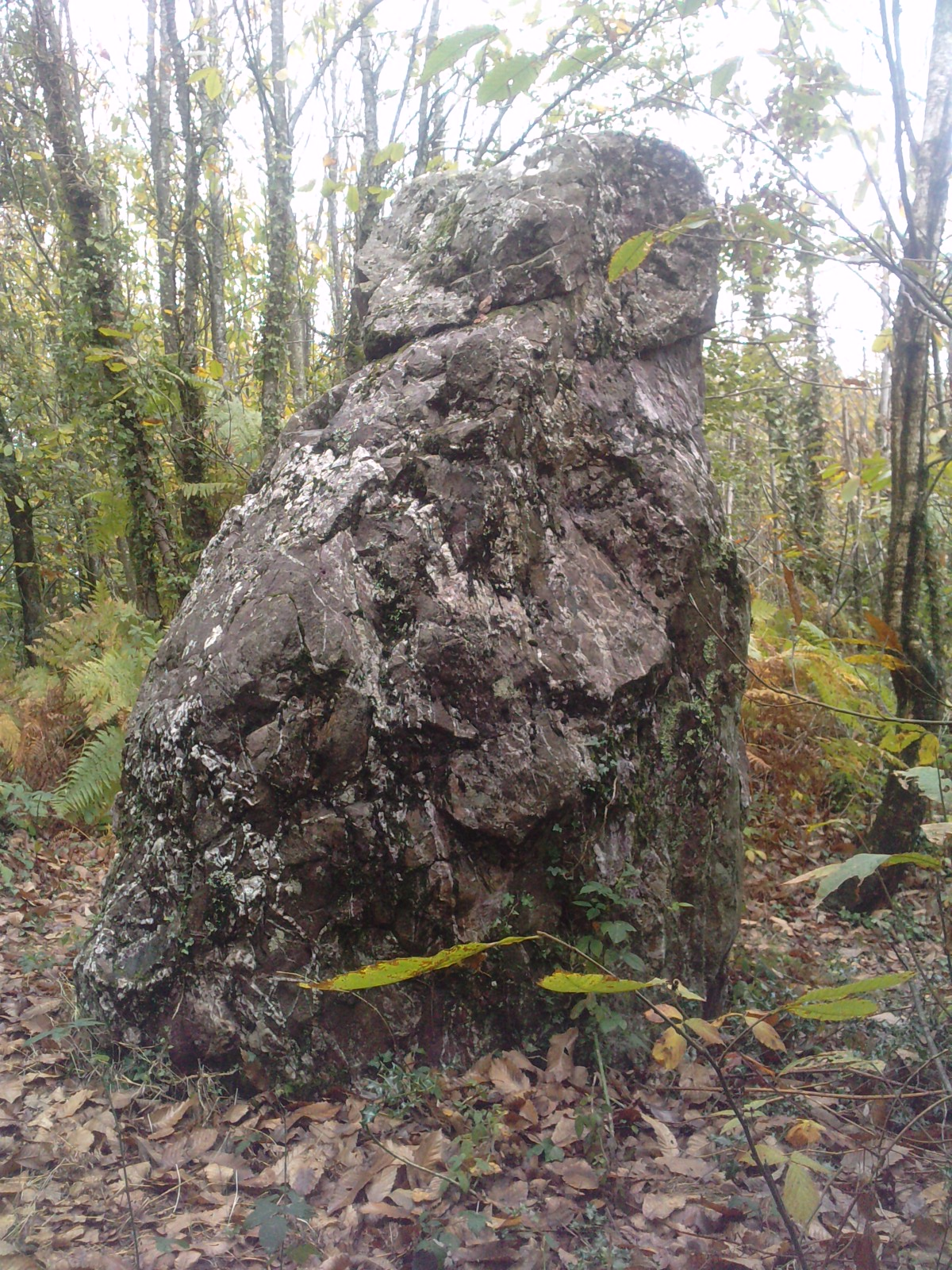
Pierre du Hochu

Der Menhir Pierre du Hochu (auch Pierre à la Bergère oder Menhir des Houssine genannt) steht östlich von Lusanger bei Châteaubriant im Département Loire-Atlantique in Frankreich.
Es handelt sich um einen etwa 2,75 m hohen und 2,0 m breiten subkonischen Block mit einer Dicke von 1,6 m, der leicht nach Nordosten geneigt ist. In seiner Umgebung finden sich zehn kreisförmig angeordnete Blöcke, vielleicht die Reste eines größeren Ensembles.
Der Stein von Hochu ist seit 1928 (nicht wie auf der Tafel angegeben seit 1950) als Monument historique registriert.